# نوسکا
نُوسکا (به کرواتی: Novska) شهری در ایالت سیساک-مسلاوینا کشور کرواسی است که جمعیت آن در سال ۲۰۱۱ میلادی ۱۳٬۷۶۵ نفر بوده‌است.